# Phyllacanthus imperialis
Phyllacanthus imperialis is een zee-egel uit de familie Cidaridae. De wetenschappelijke naam van de soort werd in 1816 gepubliceerd door Jean-Baptiste de Lamarck.

## Kenmerken
Het bolvormige pantser draagt slechts weinige, maar zeer dikke stekels. De bolvormige testa zijn tot 15 cm in diameter.

## Verspreiding en leefgebied
Deze soort komt voor in de Indische- en de Grote Oceaan.